# 长裂乌头
长裂乌头（学名：[Aconitum longilobum] 错误：{{Lang}}：文本有斜体标记（帮助））为毛茛科乌头属下的一个种。

## 扩展阅读
- 維基物種上的相關：长裂乌头